# M/S Väinö
M/S Väinö är en ursprungligen finländsk bogserbåt, som möjligen byggdes av Warkaus bruk i Leppävirta 1880
M/S Väinö byggdes troligen för Paul Wahl & Co med namnet Papageno. Under finska inbördeskriget 1918 sprängdes hon. Fartyget renoverades 1919 vid Kone och döptes till Jyske. Från 1933 har hon haft namnet Väinö. Hon ägdes av Enso-Gutzeit och gick som timmerbogserare i Saimens sjösystem med Nyslott som hemmahamn från omkring 1946 till 1969, då hon såldes till Sverige. Hemmahamn är Stockholm.